# Transdev Saint-Fargeau-Ponthierry
L'établissement Transdev de Saint-Fargeau-Ponthierry est une entreprise de transports de voyageurs appartenant au groupe Transdev basée rue du Luxembourg, dans la ZAC de l'Europe, à Saint-Fargeau-Ponthierry. Elle est composée d'un sous-réseau desservant principalement la communauté de communes du pays de Bière ainsi que la ville de Saint-Fargeau-Ponthierry.

## Histoire

### Ouverture à la concurrence
En raison de l'ouverture à la concurrence des réseaux d'autobus en Île-de-France, le réseau de bus Fontainebleau - Moret est créé le 1er août 2023, correspondant à la délégation de service public numéro 16 établie par Île-de-France Mobilités. Un appel d'offres a donc été lancé par l'autorité organisatrice afin de désigner une entreprise qui exploitera le réseau pour une durée de cinq ans. C'est finalement Transdev, via sa filiale Transdev Pays de Fontainebleau, qui a été désigné lors du conseil d'administration du 7 décembre 2022 et qui reprend l’intégralité des lignes du réseau de bus de Saint-Fargeau-Ponthierry.

## Exploitation

### Entreprise exploitante
Le 3 mars 2011, le groupe Veolia Transport alors filiale de Veolia environnement, qui gérait l'entreprise, fusionne avec Transdev pour donner naissance à « Veolia Transdev » qui devient le no 1 privé mondial dans le secteur des transports.
Deux ans plus tard, en mars 2013, le groupe étant endetté de plusieurs millions d'euros, celui-ci adopte le nom de Transdev à la suite du désengagement de Veolia environnement, détenteur de Veolia Transport.